# Fotografiska
Fotografiska est un musée privé à Stockholm consacré à la photographie, fondé par Jan et Per Broman en 2010.

## Historique
Idéé par les frères Jan et Per Broman, fondateurs de la foire Fotomässan, le musée a ouvert ses portes pour la première fois le 21 mai 2010 avec une exposition de la photographe américaine Annie Leibovitz.
Le bâtiment qu'il occupe, daté de 1906 et situé sur l'île de Södermalm, est de style Art nouveau et dû à l'architecte Ferdinand Boberg. Pour sa rénovation, le gouvernement de la ville a versé près de 250 millions de couronnes suédoises.

## Description
Le musée compte avec une surface totale 5 500 m2, dont 2 500 m2 sont dédiés aux expositions temporaires. Le musée ne présente pas des expositions permanentes.
Outre les espaces de galerie, le musée possède également un café, un restaurant et une boutique dédiée aux expositions et à la photographie. Le musée propose également des cours de photographies pour tous les niveaux.

## Expansion
En 2013, le directoire du musée annonce des plans pour installer des annexes aux États-Unis et en Chine.
En juin 2019, le musée inaugure une antenne à Tailinn, la capitale estonienne.
Cette même année, en décembre, un nouveau Fotografiska Museum est ouvert à New York, s'installant dans la Church Missions House, un bâtiment historique de près de 4 200 m2. La rénovation des installations newyorkaises a été réalisée par le cabinet Higgins Quasebarth & Partners.
Autre expansion à Londres, initialement programmée pour 2018, a été retardée indéfiniment. Cette branche occupera quelques étages du White Chapel Building, remanié par le cabinet Fletcher Priest.

## Expositions
- 2010
  - Annie Leibovitz
  - Joel-Peter Witkin
  - Lennart Nilsson
- 2011
  - Christopher Makos
  - Sarah Moon
  - Jonathan Torgovnik
  - Albert Watson
  - Edward Burtynsky
  - Robert Mapplethorpe
  - Northern Women in Chanel
  - Liu Bolin
  - Jacob Felländer
  - Eleanor Coppola
  - Jacqueline Hellmann
  - Nick Brandt
  - Helen Levitt
  - Martin Bogren
  - Joanna Rytel
- 2012
  - Anton Corbijn
  - André Kertész
  - Marcus Bleasdale
  - August Strindberg
  - Ann-Sofi Rosenkvist
  - Sally Mann
  - Christer Strömholm
  - Maria Friberg
- 2013
  - Henri Cartier-Bresson
  - Anna Clarén
  - David Strindberg et Johan Bring
  - Ruud van Empel
- 2014
  - Julia Fullerton-Batten
  - Sebastião Salgado
- 2022
  - Terry O'Neill